# Oblężenie Płocka
Niektóre z zamieszczonych tu informacji wymagają weryfikacji.
Dokładniejsze informacje o tym, co należy poprawić, być może znajdują się w dyskusji tego artykułu.
 Po wyeliminowaniu niedoskonałości należy usunąć szablon [[Szablon:Dopracować|]] z tego artykułu.
Oblężenie Płocka – starcie pomiędzy siłami księstwa płockiego a czeskimi w marcu 1329 roku, zakończone hołdem lennym księcia płockiego Wacława.
Na początku 1329 roku, po zerwaniu przez króla Władysława Łokietka tymczasowego rozejmu i odparciu jego najazdu na ziemię chełmińską, wojska krzyżackie i czeskie rozpoczęły kontruderzenie. Prowadzący liczne zastępy na krucjatę przeciwko Litwie król czeski Jan Luksemburski, zdecydował się zmusić do złożenia hołdu księcia płockiego Wacława, mimo że przynajmniej pośrednio byli oni sojusznikami przeciwko Królestwu Polskiemu. Z państwa krzyżackiego w drugiej połowie marca Czesi wkroczyli na Mazowsze i przed 29 marca rozpoczęli oblężenie Płocka.
Księstwo nie było przygotowane do nagłego ataku, jego siły zbrojne ustępowały także liczebnie armii czeskiej. Z uwagi na to, że król Jan rozpoczął atak na miasto machinami oblężniczymi, książę Wacław zdecydował się zaprzestać oporu. Ostatecznie 29 marca księstwo płockie zostało zhołdowane królowi czeskiemu.
W wojnie, która trwała do 1332 roku, płocczanie nie odegrali już większej roli.